# Norma Kamali
Norma Kamali, nata Arraes (New York, 27 giugno 1945), è una stilista statunitense nota soprattutto per il modello di cappotto sleeping bag (sacco a pelo) e per gli indumenti realizzati in seta per paracadute.

## Biografia
Di origini libanesi e basche da parte dei genitori e appartenente alla classe media della città di New York, aspira dapprima a diventare pittrice. Studia infatti illustrazione presso il Fashion Institute of Technology. Dopo gli studi, lavora come illustratrice di moda freelance per un anno. Dal 1966 al 1967 lavora anche per le Northwest Orient Airlines.

### Design
Nel 1969 Kamali apre, assieme all'allora marito, una boutique e diventa famosa per la sua linea di abbigliamento realizzata in seta vera da paracadute, abiti innovativi anche perché regolabili in lunghezza e in forma mediante cordoncino. Kamali disegna il costume da bagno intero di colore rosso indossato da Farrah Fawcett nel celebre manifesto del 1976. Il costume è stato donato nel 2011 allo Smithsonian National Museum of American History. A lei è anche attribuita la popolarità della spallina da donna negli anni ottanta. Suoi lavori fanno parte delle collezioni del Metropolitan Museum of Art.
Kamali è stata la prima stilista a creare un punto vendita online su eBay. Oltre al lavoro di design della moda, ha prodotto una linea dedicata al fitness, alla salute e alla bellezza. Nel 2008 ha disegnato una collezione per la catena di distribuzione Walmart.

## Riconoscimenti e premi
Nel 1981 Kamali vince un Coty Award, l'American Fashion Critics' Award (detto "Winnie").
Riceve il Board of Directors Special Tribute Award del Council of Fashion Designers of America nel 2005, e il CFDA Geoffrey Beene Lifetime Achievement Award nel 2016, che le viene consegnato da Michael Kors.
Nel 2010 riceve un dottorato onorario da parte dell'università frequentata, il Fashion Institute of Technology.
A lei è dedicata una targa sulla Fashion Walk of Fame.

## Vita privata
Nel 1968 ha sposato Mohammad "Eddie" Kamali; i due hanno divorziato nel 1977. È fidanzata con il partner di lunga data, Marty Edelman.